# Карельский легион
Каре́льский легио́н (также встречаются наименования Карельский полк, Карельский добровольческий батальон и Карельский отряд) — был сформирован англичанами в июле 1918 года из местного карельского населения, находящегося в зоне действия союзных сил на севере России во время Гражданской войны. В том или ином виде просуществовал до сентября 1919 года.

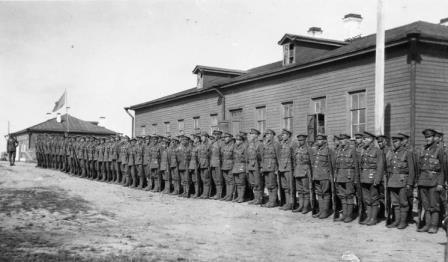
Бойцы добровольческого батальона

## Создание Карельского полка
Союзнические силы на севере России испытывали безнадёжную потребность в людских ресурсах. 22 июня 1918 г. командующий всеми силами союзников на севере генерал-майор Пул отправил в военное министерство Британской империи телеграмму, в которой сообщал о первом соприкосновении между союзниками и карельскими сельскими жителями. Согласно рапорту некоего британского офицера, прибывшего с юга, подразделение союзников, посланное для обороны Кеми, встретило там тёплый приём со стороны русского населения города. Делегация от карельского населения Вокнаволока (Вуоккиниеми), представляющая более 300 мужчин, передала союзным офицерам просьбу о получении оружия и недельных тренировок под их руководством, после чего они были бы готовы немедленно выступить против белофиннов. Кандидаты в новобранцы уже отслужили в русской армии. На некоем народном собрании 16 июня 1918 г., жители деревни Суйкку также постановили предложить союзникам взять на службу всё мужское население деревни, и вооружить его тем оружием, которое, по возможности, они выберут.
Такое положение дел весьма устраивало командующего британскими экспедиционным корпусом генерал-майора Мейнарда, давшего в июле команду британским офицерам организовать Карельский полк, вербовка в который прошла быстро.

## Участие в боевых действиях
Во второй половине августа, когда состав полка насчитывал 1200 человек, из которых 600 были полностью готовы к службе, его отправили против захвативших весной западную и центральную часть Виэна белофинских добровольцев.
Карельский полк выдвинулся в направлении Ухты и финской границы и занял позиции в районе Кеми. Одновременно на запад от Кандалакши двигался Финский легион. Целью этой совместной операции, которая длилась весь сентябрь, было вытеснение белофиннов на территорию Финляндии. 01.10.1918 г. Карельский полк и Финский легион соединились — произошла встреча их разведывательных групп. Задача была выполнена — белофинны были изгнаны с большей части территории Виэна. Однако, командующий группой британских войск генерал-майор Мейнард невысоко оценивал боевые качества карело-финских формирований, которые он называл «двумя маленькими, наполовину варварскими группами вспомогательных войск».

## Проблемы в отношениях Карельского полка и белой русской администрации
Зимой 1918—1919 гг. союзнические войска по стратегическим причинам были вынуждены покинуть Кольский полуостров и занять зимние квартиры в Архангельске. Но и эта «зимовка» на зимних квартирах была довольно нелёгкой задачей для британского командования. Длинная и суровая арктическая зима негативно влияла на боевой дух и общее состояние войск. Приходилось прилагать немалые усилия по их поддержанию.
Кроме того, положение британского командования осложнялось наличием трёх разнонаправленных военно-политических сил:
1. Советской России;
2. Независимой Финляндии с её претензиями на территориальное расширение, находящими положительный отклик в среде национально настроенных карел, совсем недавно игнорировавших такие призывы из-за близких отношений Финляндии и Германии;
3. Белой русской администрации, старавшейся проводить подчёркнуто независимую от британского командования политику и переманить на свою сторону местное население для борьбы как против Советской России, так и против Финляндии; при этом карелы не выказывали ни малейшего уважения к администрации Северной области.
По наступлении зимы разлад между карелами и белыми русскими, о котором Мейнард телеграфировал в Лондон, стал расти, пока не превратился в заметную политическую проблему. Дело дошло до того, что в районах, населённых преимущественно карелами, последние стали арестовывать чиновников белой русской администрации, исполняющих на местах свои обязанности. В ходе подобных арестов даже были отмечены случаи насилия.
К началу 1919 г. антирусские настроения переросли в движение карелов за независимость, которое приобрело к этому времени довольно чёткие черты. Центром движения за независимость стал Карельский полк. Значение национального карельского движения сильно возросло из-за того, что им руководили карельские офицеры, которые благодаря силе оружия имели реальную власть в карельских деревнях. Белая русская администрация открыто им завидовала, поскольку находящийся под британским командованием Карельский полк напоминал им о своих неудачах в наборе рекрутов из местного населения. В период с октября по декабрь 1918 г. численность полка возросла с 1500 до 3600 человек, в то время как численность русской Северной армии за тот же период изменилась с 359 до 943 человек.

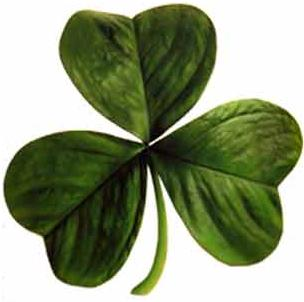
Трилистник

Росту идей о национальной независимости в Карельском полку немало способствовал его командир, подполковник (полковник) Филипп Джеймс Вудз(Вудс), что, в свою очередь, способствовало росту численности личного состава полка. Оскари Токой характеризует, Вудса как ирландца (из Белфаста) — «горячего поборника ирландской независимости». Неудивительно, что национально-освободительные стремления карел нашли своего сторонника в лице командира полка. По воспоминаниям современников, именно Вудз придумал эмблему полка в виде трилистника клевера на оранжевом поле, (которая нашивалась на мундиры в качестве знака полка) а также национальный флаг Карелии (тот же лист клевера на оранжевом поле). В пользу «ирландского следа» этой эмблемы говорит то, что подобный трилистник является также официальным символом празднования Дня святого Патрика в Ирландии, государственным символом Ирландии, а также официальным украшением личного состава Королевского Ирландского полка Британской армии, установленным королевой Викторией для солдат из Ирландии в знак признания заслуг ирландских воинов, отличившихся во время Англо-бурской войны (эта традиция продолжается и по сей день солдатами как Ирландской Республики, так и Северной Ирландии, несмотря на их разделение в 1921 году).
Важной фигурой в движении за независимость был упоминаемый в связи с созданием финского легиона карел Ииво Ахава. После того, как Алекс Туорила, второй руководитель «красных» финнов, покинул британцев и перебрался в Петроград, где примкнул к финским большевикам, Ахава постепенно оказался среди людей, боровшихся между собой за власть над легионом. В начале сентября 1918 г. Ахава перешёл на службу в Карельский полк офицером, хотя сохранил при этом довольно тесные отношения с «красными» финнами. С помощью Токоя было получено разрешение на выпуск в Карельском полку собственной многотиражной газеты, участие в издании которой принимал К. Хямяляйнен, перешедший в штаб полка из группы «красных» финнов.

## Изменения в структуре Карельского полка
В конце 1918 года начали происходить постепенные изменения в структуре Карельского полка. Поскольку его подразделения набирались с обширной территории, определяемой географическими особенностями местности, было понятно, что по мере продвижения военных действий на юг, следовало ожидать притока новобранцев из Олонецкой Карелии. По этой причине в конце декабря был запрещён приём новобранцев во все подразделения полка, кроме 4-го карельского батальона, действовавшего на южном направлении. 12 января 1919 года было решено основать штаб батальона в деревне Ругозеро, куда из-под Олонца могли бы прибывать подразделения, изъявившие желание сражаться против большевиков. Такое решение поставило батальон в трудное положение, поскольку у Ругозера было общая граница с оккупированной финнами провинцией Ребола. Хотя в батальоне была группа выходцев из Ребола, присоединившиеся к нему после изгнания их финнами из родного уезда, командир батальона, несмотря на данное обстоятельство, пытался придерживаться, согласно полученным инструкциям, мирных отношений с финнами.
7 февраля 1919 года командующий британским экспедиционным корпусом генерал-майор Мейнард, осуществил выезд в Кемь для награждения медалями карелов, принимавших участие в боях против белофиннов. Это награждение сильно улучшило атмосферу как в Карельском полку, так и в финском легионе.
В этой поездке у Мейнарда появился план, согласно которому полк подготавливался к переходу под русское командование после эвакуации союзников, намеченной на более поздний период того же года. Для улучшения отношений между русскими и карелами, подполковник Вудс и командир 237-й пехотной бригады, в состав которой входил Карельский полк, генерал Г. Д. Прайс, решили назначить на ключевые должности в полку русских офицеров.
Решение о выводе Карельского полка из под управления союзников объяснялось, прежде всего, тем, что Мейнард стал проявлять внимание к пожеланиям чиновников белой русской администрации, надеясь таким образом достичь некоего взаимопонимания.
На переговорах вице-губернатора белой русской администрации Ермолова с представителями штаба союзников, состоявшихся 12 февраля 1919 года было одобрено много своих предложений русской администрации. Кроме всего прочего, было согласовано следующее решение: для предотвращения распространения сепаратизма устанавливалась южная граница действий Карельского полка; Олонецкий (4-й) карельский батальон полка объединялся с уже существующим под командованием британских офицеров Славяно-Британским легионом. Названием нового формирования должно было стать «Олонецкий батальон союзного славяно-британского легиона». Предполагалось, что новой частью будут командовать британские офицеры, но впоследствии планировалось заменить их русскими «в той степени, в которой потребуется, и при наличии необходимых кадров». Все новобранцы с юга подлежали включению в этот батальон, а жители южных деревень, уже служащие в Карельском полку, должны были быть переведены туда.

## Кемский съезд
В то самое время, когда союзники приступили к выполнению решений по организации союзного славяно-британского легиона, брожения в Карельском полку привели к съезду, продолжавшемуся три дня, 16, 17 и 18 февраля в Кеми. На нём присутствовали представители 10 районов Виэна и 2-х — Олонецкой Карелии.
Штаб союзников получил информацию о съезде и телеграфировал в Кемь указания. Командир гарнизона в Кеми, генерал Прайс, прибыл на съезд и зачитал прибывшую из Мурманска телеграмму, в которой сообщалось о том, что руководство союзников не поддерживает никаких предложений по отделению Карелии от России, поскольку зависимость Карелии от метрополии приносит пользу обеим сторонам. Командование союзников обещало, однако, и в дальнейшем контролировать уровень прав и свобод карелов, но лишь на условии признания ими подданства России.
Доминирующей фигурой средина съезде был Ииво Ахава. Он открыл съезд, выдвигал важные предложения и исполнял обязанности секретаря. В том числе, Ииво Ахава выдвинул предложение, требующее объявления Карелии независимым государством. Несмотря на угрозы, съезд одобрил это предложение. Вопрос о последующем присоединении к Финляндии или России оставлялся на рассмотрение карельского народа. Представители избрали Карельский национальный комитет из 5 членов (председатель Егор Лесонен и члены Ииво Ахава, Алексей Маткевич, Иивана Гаврилов, Семен Епифанов), которому поручили исполнение решений съезда. Комитет уполномочили начать переговоры «с ближайшими соседями, Северной Россией и Финляндией» для признания независимости Карелии, и послать двух представителей с той же целью на Парижскую мирную конференцию.
Однако протоколы не раскрывают другого важного обстоятельства — а именно того, что Токой являлся руководящей фигурой, но находился он за кулисами съезда. Токой написал зачитанную Ахавой речь, содержащую все одобренные депутатами важнейшие предложения. Но поскольку Токой находился под подозрением, как главный возмутитель спокойствия из-за его внезапной январской авантюры на финской границе (см. Мурманский легион) он не присутствовал на съезде из осторожности. Однако, по словам одного из участников съезда, депутата Пистоярви, Токой находился в ближайшей кладовке и у него иногда спрашивали совета по различным вопросам, а также он помогал вести протокол.
Проводимая карелами политика вела к открытому противостоянию с белой русской администрацией. Однако, позиция карел была ослаблена растущими у союзников опасениями в том, что многие солдаты Карельского полка имели симпатии к красным. Опасения не были пустыми; так в разведрапорте от начала марта сообщалось, что Карельский полк ненадёжен, и что к возможным попыткам волнений следует относиться со всей серьёзностью. Если бы такой открытый русско-карельский конфликт вдруг возник, то у руководства союзников не было бы другого выхода, как поддержать русских. 3 марта 1919 г. было принято решение изъять у Карельского полка патроны к пулемётам и ручному оружию.
События стали развиваться ещё более угрожающе, когда Национальный комитет передал протоколы съезда генералу Мейнарду и просил его о помощи. Штаб союзников немедленно, 11 марта 1919 г., поставил в известность вице-губернатора Северной области Ермолова, находящегося в то время в Мурманске, о состоявшемся съезде, и сообщил, что провозглашение независимости свидетельствует о «полностью ошибочном представлении карел о положении в собственной стране», а также решил, что Мейнарду необходимо рассмотреть этот вопрос во время ближайшей планируемой поездки на юг. Ермолов отправился вместе с Мейнардом, и дважды за время поездки совещался с ним по вопросу решения данной проблемы. Из воспоминаний Мейнарда явствует, что Ермолов призывал его подвергнуть карел жестокому наказанию — метод, который Мейнард со своей стороны отверг. Также Мейнард принял руководителей карел и заявил им решительный отказ в выполнении их просьбы на том основании, что депутаты не являлись законными представителями карельского народа, а если бы и были таковыми, районы, которые они представляли, составляли лишь одну шестую часть от территории, независимость которой они объявили. Мейнард уже дал строгие указания полковнику Вудсу прекратить политическую деятельность и поощрять карельский сепаратизм. Генерал ещё верил, что положение можно исправить с помощью строгой дисциплины.

## Участие в восстании финского легиона
Чаша терпения руководства союзников по отношению к карелам переполнилась, когда в конце марта 1919 года Карельский полк предпринял попытку договориться с личным составом финского легиона по организации восстания против союзников.
Сложно оценить степень вовлечения Карельского полка в карело-финский заговор. Но не вызывает сомнений тот факт, что некоторые люди из его личного состава Карельского полка присоединились бы к Лехтимяки. В одном из рапортов разведки «некий карельский офицер» обвиняется в ведении пробольшевистских разговоров, собирающих большую аудиторию из лиц, поддерживающих большевиков и подозреваемых в подготовке беспорядков среди русского населения Мурмана и во многих городах по железной дороге. Были получены также сведения о некоем отдельном подразделении финской красной гвардии, прорвавшимся через фронт союзников на юге через день после предполагаемого начала восстания, что подтверждает теорию о существовании широкомасштабного плана изгнания союзников. Согласно воспоминаниям О. В. Итконена, бывшего легионера, Лехтимяки собирался действовать совместно с карелами, но затем был вынужден отказаться от первоначальных планов, поскольку убедился в том, что карелы доверяют союзникам. Хотя Мейнард был уверен, что многие из карел в данной ситуации присоединились бы к финнам, он признал позднее, что в общих чертах полк остался верен союзникам.
Факт наличия заговора предоставил белой русской администрации дополнительные аргументы в пользу ликвидации Карельского полка, как самостоятельной боевой единицы.
В Архангельске Линдли заявил, что вербовка карел в национальные подразделения было ошибочным решением с самого начала.
6 апреля военные чиновники арестовали в Кеми Ииво Ахаву. В течение того же месяца в районах, находящихся под контролем войск союзников, были проведены широкомасштабные аресты, и в начале мая более 400 подозреваемых в связях с большевиками были высланы за линию фронта союзников в районы, занятые советскими войсками. Лехтимяки удалось беспрепятственно попасть к красным, но Ахава был застрелен в то время, когда он шёл вдоль железной дороги. По слухам, убийство было совершено сербским отрядом по приказу белой русской администрации. Через нескольких недель после этих событий началось повальное дезертирство, которое Мейнард связал с начавшимся на юге наступлением финских добровольцев. Но, поскольку слухи о расформировании Карельского полка ходили уже давно, карелы просто хотели избежать призыва в части, находящиеся под командованием русских. Дезертиров было столько, что из первоначального состава полка осталось лишь несколько человек. Приказ о переформировании полка был отдан 20 мая 1919 г.

## Карельский добровольческий батальон
Карельский полк просуществовал до 30 июня 1919 года и был упразднён, солдат перевели в другие подразделения под командование русских офицеров. Из личного состава бывшего Карельского полка был сформирован Карельский добровольческий батальон, который немедленно стал источником беспорядков. В первую неделю июля Мейнард и русский генерал В. В. Марушевский прибыли в Кемь и сделали заявление, угрожая карелам принудительным призывом в русские части, если те решат не подчиняться нововведениям. Эффект, произведённый выступлением генералов, трудно оценить, поскольку, согласно воспоминаниям Марушевского, отсутствие возражений у карелов следует целиком отнести на счёт расквартированного в Кеми сербского батальона. Во второй половине июля между подполковником Вудсом и подчинённым ему командиром добровольческого батальона вспыхнула ссора. Вудс видел причину недавних беспорядков в отсутствии элементарной порядочности у русского офицера и обвинил его в том, что он «обращается с карелами как с неграми». Офицер подал заявление об увольнении, которое Вудс подписал. Однако, всего через несколько дней командование союзников назначило того же самого офицера на ту же должность, но вывело его из подчинения Вудса. Данное решение было принято по политическим мотивам, поскольку подполковник Вудс многими оценивался, как способный офицер в Северной России. Кроме того, наряду со сменой руководства, в конце сентября 1919 г. Карельский добровольческий батальон был принудительно расформирован, а личный состав распределён по другим частям.